# Vikings (Fernsehserie)/Episodenliste

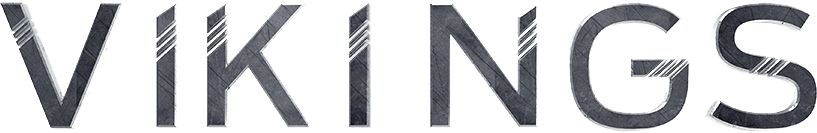
Logo zur Serie

Diese Episodenliste enthält alle Episoden der kanadisch-irischen Dramaserie Vikings, sortiert nach der kanadischen Erstausstrahlung. Die Fernsehserie umfasst insgesamt 89 Episoden in sechs Staffeln.

## Übersicht
| Staffel | Episodenanzahl | Erstausstrahlung Kanada | Erstausstrahlung Kanada | Deutschsprachige Erstveröffentlichung | Deutschsprachige Erstveröffentlichung |
| Staffel | Episodenanzahl | Staffelpremiere         | Staffelfinale           | Staffelpremiere                       | Staffelfinale                         |
| ------- | -------------- | ----------------------- | ----------------------- | ------------------------------------- | ------------------------------------- |
| 1       | 9              | 3. März 2013            | 28. April 2013          | 21. Juni 2013                         | 21. Juni 2013                         |
| 2       | 10             | 27. Februar 2014        | 1. Mai 2014             | 15. Juni 2014                         | 15. Juni 2014                         |
| 3       | 10             | 19. Februar 2015        | 23. April 2015          | 15. Juni 2015                         | 15. Juni 2015                         |
| 4       | 20             | 18. Februar 2016        | 1. Februar 2017         | 15. Juni 2016                         | 2. Februar 2017                       |
| 5       | 20             | 29. November 2017       | 30. Januar 2019         | 30. November 2017                     | 31. Januar 2019                       |
| 6       | 20             | 4. Dezember 2019        | 30. Dezember 2020       | 5. Dezember 2019                      | 30. Dezember 2020                     |

## Staffel 1
Die Erstausstrahlung der ersten Staffel war vom 3. März bis zum 28. April 2013 auf dem kanadischen Kabelsender History Television zu sehen. Die deutschsprachige Erstveröffentlichung fand am 21. Juni 2013 beim Video-on-Demand-Anbieter Lovefilm per Streaming statt.
| Nr. (ges.) | Nr. (St.) | Deutscher Titel       | Originaltitel         | Erstausstrahlung Kanada | Deutschsprachige Erstveröffentlichung (D) | Regie           | Drehbuch      | Zuschauer (USA) |
| ---------- | --------- | --------------------- | --------------------- | ----------------------- | ----------------------------------------- | --------------- | ------------- | --------------- |
| 1          | 1         | Initiationsriten      | Rites of Passage      | 3. März 2013            | 21. Juni 2013                             | Johan Renck     | Michael Hirst | 6,21 Mio.       |
| 2          | 2         | Der Zorn der Wikinger | Wrath of the Northmen | 10. März 2013           | 21. Juni 2013                             | Johan Renck     | Michael Hirst | 4,62 Mio.       |
| 3          | 3         | Enteignet             | Dispossessed          | 17. März 2013           | 21. Juni 2013                             | Johan Renck     | Michael Hirst | 4,83 Mio.       |
| 4          | 4         | Der Prozess           | Trial                 | 24. März 2013           | 21. Juni 2013                             | Ciarán Donnelly | Michael Hirst | 4,54 Mio.       |
| 5          | 5         | Der Überfall          | Raid                  | 31. März 2013           | 21. Juni 2013                             | Ciarán Donnelly | Michael Hirst | 4,74 Mio.       |
| 6          | 6         | Das Begräbnis         | Burial of the Dead    | 7. Apr. 2013            | 21. Juni 2013                             | Ciarán Donnelly | Michael Hirst | 3,31 Mio.       |
| 7          | 7         | Ein Vermögen          | A King’s Ransom       | 14. Apr. 2013           | 21. Juni 2013                             | Ken Girotti     | Michael Hirst | 3,42 Mio.       |
| 8          | 8         | Das Opfer             | Sacrifice             | 21. Apr. 2013           | 21. Juni 2013                             | Ken Girotti     | Michael Hirst | 3,85 Mio.       |
| 9          | 9         | Veränderungen         | All Change            | 28. Apr. 2013           | 21. Juni 2013                             | Ken Girotti     | Michael Hirst | 3,58 Mio.       |

## Staffel 2
Die Erstausstrahlung der zweiten Staffel war vom 27. Februar bis zum 1. Mai 2014 auf dem kanadischen Kabelsender History Television zu sehen. Die deutschsprachige Erstveröffentlichung fand am 15. Juni 2014 beim Video-on-Demand-Anbieter Amazon Instant Video per Streaming statt.
| Nr. (ges.) | Nr. (St.) | Deutscher Titel     | Originaltitel     | Erstausstrahlung Kanada | Deutschsprachige Erstveröffentlichung (D) | Regie           | Drehbuch      | Zuschauer (USA) |
| ---------- | --------- | ------------------- | ----------------- | ----------------------- | ----------------------------------------- | --------------- | ------------- | --------------- |
| 10         | 1         | Bruderkrieg         | Brother’s War     | 27. Feb. 2014           | 15. Juni 2014                             | Ciarán Donnelly | Michael Hirst | 3,55 Mio.       |
| 11         | 2         | Invasion            | Invasion          | 6. März 2014            | 15. Juni 2014                             | Ciarán Donnelly | Michael Hirst | 3,20 Mio.       |
| 12         | 3         | Verrat              | Treachery         | 13. März 2014           | 15. Juni 2014                             | Ken Girotti     | Michael Hirst | 3,38 Mio.       |
| 13         | 4         | Auge um Auge        | Eye For an Eye    | 20. März 2014           | 15. Juni 2014                             | Ken Girotti     | Michael Hirst | 3,31 Mio.       |
| 14         | 5         | Antworten in Blut   | Answers in Blood  | 27. März 2014           | 15. Juni 2014                             | Jeff Woolnough  | Michael Hirst | 3,35 Mio.       |
| 15         | 6         | Unverziehen         | Unforgiven        | 3. Apr. 2014            | 15. Juni 2014                             | Jeff Woolnough  | Michael Hirst | 2,96 Mio.       |
| 16         | 7         | Blutadler           | Blood Eagle       | 10. Apr. 2014           | 15. Juni 2014                             | Kari Skogland   | Michael Hirst | 3,09 Mio.       |
| 17         | 8         | Der Knochenlose     | Boneless          | 17. Apr. 2014           | 15. Juni 2014                             | Kari Skogland   | Michael Hirst | 2,91 Mio.       |
| 18         | 9         | Die Wahl            | The Choice        | 24. Apr. 2014           | 15. Juni 2014                             | Ken Girotti     | Michael Hirst | 3,11 Mio.       |
| 19         | 10        | Das Gebet des Herrn | The Lord’s Prayer | 1. Mai 2014             | 15. Juni 2014                             | Ken Girotti     | Michael Hirst | 3,37 Mio.       |

## Staffel 3
Die Erstausstrahlung der dritten Staffel war vom 19. Februar bis zum 23. April 2015 auf dem kanadischen Kabelsender History Television zu sehen. Die deutschsprachige Erstveröffentlichung fand am 15. Juni 2015 beim Video-on-Demand-Anbieter Amazon Video per Streaming statt.
| Nr. (ges.) | Nr. (St.) | Deutscher Titel              | Originaltitel  | Erstausstrahlung Kanada | Deutschsprachige Erstveröffentlichung (D) | Regie          | Drehbuch      | Zuschauer (USA) |
| ---------- | --------- | ---------------------------- | -------------- | ----------------------- | ----------------------------------------- | -------------- | ------------- | --------------- |
| 20         | 1         | Söldner                      | Mercenary      | 19. Feb. 2015           | 15. Juni 2015                             | Ken Girotti    | Michael Hirst | 2,80 Mio.       |
| 21         | 2         | Der Wanderer                 | The Wanderer   | 26. Feb. 2015           | 15. Juni 2015                             | Ken Girotti    | Michael Hirst | 2,41 Mio.       |
| 22         | 3         | Das Schicksal eines Kriegers | Warrior’s Fate | 5. März 2015            | 15. Juni 2015                             | Jeff Woolnough | Michael Hirst | 2,41 Mio.       |
| 23         | 4         | Gezeichnet                   | Scarred        | 12. März 2015           | 15. Juni 2015                             | Jeff Woolnough | Michael Hirst | 2,63 Mio.       |
| 24         | 5         | Der Thronräuber              | The Usurper    | 19. März 2015           | 15. Juni 2015                             | Helen Shaver   | Michael Hirst | 2,61 Mio.       |
| 25         | 6         | Wiedergeboren                | Born Again     | 26. März 2015           | 15. Juni 2015                             | Helen Shaver   | Michael Hirst | 2,43 Mio.       |
| 26         | 7         | Paris                        | Paris          | 2. Apr. 2015            | 15. Juni 2015                             | Kelly Makin    | Michael Hirst | 2,21 Mio.       |
| 27         | 8         | Zu den Toren!                | To the Gates!  | 9. Apr. 2015            | 15. Juni 2015                             | Kelly Makin    | Michael Hirst | 2,56 Mio.       |
| 28         | 9         | Das letzte Wort              | Breaking Point | 16. Apr. 2015           | 15. Juni 2015                             | Ken Girotti    | Michael Hirst | 1,70 Mio.       |
| 29         | 10        | Die Toten                    | The Dead       | 23. Apr. 2015           | 15. Juni 2015                             | Ken Girotti    | Michael Hirst | 2,73 Mio.       |

## Staffel 4
Die Erstausstrahlung der vierten Staffel war vom 18. Februar 2016 bis zum 1. Februar 2017 auf dem kanadischen Kabelsender History Television zu sehen. Die deutschsprachige Erstveröffentlichung fand vom 15. Juni 2016 bis zum 2. Februar 2017 beim Video-on-Demand-Anbieter Prime Video per Streaming statt.
| Nr. (ges.) | Nr. (St.) | Deutscher Titel           | Originaltitel                            | Erstausstrahlung Kanada | Deutschsprachige Erstveröffentlichung (D) | Regie           | Drehbuch      | Zuschauer (USA) |
| ---------- | --------- | ------------------------- | ---------------------------------------- | ----------------------- | ----------------------------------------- | --------------- | ------------- | --------------- |
| 30         | 1         | Ein Winter in der Wildnis | A Good Treason                           | 18. Feb. 2016           | 15. Juni 2016                             | Ciarán Donnelly | Michael Hirst | 2,39 Mio.       |
| 31         | 2         | Tod der Königin!          | Kill the Queen                           | 25. Feb. 2016           | 15. Juni 2016                             | Ciarán Donnelly | Michael Hirst | 2,02 Mio.       |
| 32         | 3         | Tränen der Freude         | Mercy                                    | 3. März 2016            | 15. Juni 2016                             | Ciarán Donnelly | Michael Hirst | 1,90 Mio.       |
| 33         | 4         | Die dunklen Tage          | Yol                                      | 10. März 2016           | 15. Juni 2016                             | Helen Shaver    | Michael Hirst | 2,23 Mio.       |
| 34         | 5         | König von Norwegen        | Promised                                 | 17. März 2016           | 15. Juni 2016                             | Helen Shaver    | Michael Hirst | 2,13 Mio.       |
| 35         | 6         | Das Rabenbanner           | What Might Have Been                     | 24. März 2016           | 15. Juni 2016                             | Ken Girotti     | Michael Hirst | 2,36 Mio.       |
| 36         | 7         | Der Fluss aus Blut        | The Profit and the Loss                  | 31. März 2016           | 15. Juni 2016                             | Ken Girotti     | Michael Hirst | 2,30 Mio.       |
| 37         | 8         | Der Landweg               | Portage                                  | 7. Apr. 2016            | 15. Juni 2016                             | Ken Girotti     | Michael Hirst | 2,25 Mio.       |
| 38         | 9         | Mit Axt und Schwert       | Death All ’Round                         | 14. Apr. 2016           | 15. Juni 2016                             | Jeff Woolnough  | Michael Hirst | 2,28 Mio.       |
| 39         | 10        | Der alte König            | The Last Ship                            | 21. Apr. 2016           | 15. Juni 2016                             | Jeff Woolnough  | Michael Hirst | 2,40 Mio.       |
| 40         | 11        | Der Außenseiter           | The Outsider                             | 30. Nov. 2016           | 1. Dez. 2016                              | Daniel Grou     | Michael Hirst | 2,41 Mio.       |
| 41         | 12        | Die Vision                | The Vision                               | 7. Dez. 2016            | 8. Dez. 2016                              | Daniel Grou     | Michael Hirst | 1,94 Mio.       |
| 42         | 13        | Fremde Küsten             | Two Journeys                             | 14. Dez. 2016           | 15. Dez. 2016                             | Sarah Harding   | Michael Hirst | 2,05 Mio.       |
| 43         | 14        | Wie ein Tier im Käfig     | In the Uncertain Hour Before the Morning | 21. Dez. 2016           | 22. Dez. 2016                             | Sarah Harding   | Michael Hirst | 2,14 Mio.       |
| 44         | 15        | Schlangengrube            | All His Angels                           | 28. Dez. 2016           | 29. Dez. 2016                             | Ciarán Donnelly | Michael Hirst | 2,26 Mio.       |
| 45         | 16        | Am Mittelmeer             | Crossings                                | 4. Jan. 2017            | 5. Jan. 2017                              | Ciarán Donnelly | Michael Hirst | 2,37 Mio.       |
| 46         | 17        | Böses Blut                | The Great Army                           | 11. Jan. 2017           | 12. Jan. 2017                             | Jeff Woolnough  | Michael Hirst | 2,42 Mio.       |
| 47         | 18        | Schrei nach Rache         | Revenge                                  | 18. Jan. 2017           | 19. Jan. 2017                             | Jeff Woolnough  | Michael Hirst | 2,46 Mio.       |
| 48         | 19        | Katz und Maus             | On the Eve                               | 25. Jan. 2017           | 26. Jan. 2017                             | Ben Bolt        | Michael Hirst | 2,41 Mio.       |
| 49         | 20        | Die letzte Reise          | The Reckoning                            | 1. Feb. 2017            | 2. Feb. 2017                              | Ben Bolt        | Michael Hirst | 2,67 Mio.       |

## Staffel 5
Die Erstausstrahlung der fünften Staffel war vom 29. November 2017 bis zum 30. Januar 2019 auf dem kanadischen Kabelsender History Television zu sehen. Die deutschsprachige Erstveröffentlichung fand vom 30. November 2017 bis zum 31. Januar 2019 beim Video-on-Demand-Anbieter Prime Video per Streaming statt.
| Nr. (ges.) | Nr. (St.) | Deutscher Titel          | Originaltitel            | Erstausstrahlung Kanada | Deutschsprachige Erstveröffentlichung (D) | Regie             | Drehbuch      | Zuschauer (USA) |
| ---------- | --------- | ------------------------ | ------------------------ | ----------------------- | ----------------------------------------- | ----------------- | ------------- | --------------- |
| 50         | 1         | Der Fischerkönig         | The Departed (1)         | 29. Nov. 2017           | 30. Nov. 2017                             | David Wellington  | Michael Hirst | 2,17 Mio.       |
| 51         | 2         | Die Verstorbenen         | The Departed (2)         | 29. Nov. 2017           | 30. Nov. 2017                             | David Wellington  | Michael Hirst | 2,17 Mio.       |
| 52         | 3         | Heimatland               | Homeland                 | 6. Dez. 2017            | 7. Dez. 2017                              | Steve Saint Leger | Michael Hirst | 2,30 Mio.       |
| 53         | 4         | Der Plan                 | The Plan                 | 13. Dez. 2017           | 14. Dez. 2017                             | Steve Saint Leger | Michael Hirst | 2,02 Mio.       |
| 54         | 5         | Der Gefangene            | The Prisoner             | 20. Dez. 2017           | 21. Dez. 2017                             | Ciarán Donnelly   | Michael Hirst | 2,10 Mio.       |
| 55         | 6         | Die Botschaft            | The Message              | 27. Dez. 2017           | 28. Dez. 2017                             | Ciarán Donnelly   | Michael Hirst | 1,75 Mio.       |
| 56         | 7         | Vollmond                 | Full Moon                | 3. Jan. 2018            | 4. Jan. 2018                              | Jeff Woolnough    | Michael Hirst | 2,03 Mio.       |
| 57         | 8         | Der Witz                 | The Joke                 | 10. Jan. 2018           | 11. Jan. 2018                             | Jeff Woolnough    | Michael Hirst | 2,14 Mio.       |
| 58         | 9         | Eine einfache Geschichte | A Simple Story           | 17. Jan. 2018           | 18. Jan. 2018                             | Daniel Grou       | Michael Hirst | 2,15 Mio.       |
| 59         | 10        | Momente und Visionen     | Moments of Vision        | 24. Jan. 2018           | 25. Jan. 2018                             | Daniel Grou       | Michael Hirst | 2,24 Mio.       |
| 60         | 11        | Land der Steine          | The Revelation           | 28. Nov. 2018           | 29. Nov. 2018                             | Ciarán Donnelly   | Michael Hirst | 1,94 Mio.       |
| 61         | 12        | Mord am Altar            | Murder Most Foul         | 5. Dez. 2018            | 6. Dez. 2018                              | Ciarán Donnelly   | Michael Hirst | 1,65 Mio.       |
| 62         | 13        | Das Schwert Gottes       | A New God                | 12. Dez. 2018           | 13. Dez. 2018                             | Ciarán Donnelly   | Michael Hirst | 1,77 Mio.       |
| 63         | 14        | Alles ist dunkel         | The Lost Moment          | 19. Dez. 2018           | 20. Dez. 2018                             | Steve Saint Leger | Michael Hirst | 1,69 Mio.       |
| 64         | 15        | Verbrannte Erde          | Hell                     | 26. Dez. 2018           | 27. Dez. 2018                             | Steve Saint Leger | Michael Hirst | 1,52 Mio.       |
| 65         | 16        | Der Buddha               | The Buddha               | 2. Jan. 2019            | 3. Jan. 2019                              | Steve Saint Leger | Michael Hirst | 1,63 Mio.       |
| 66         | 17        | Das Schlimmste           | The Most Terrible Thing  | 9. Jan. 2019            | 10. Jan. 2019                             | Helen Shaver      | Michael Hirst | 1,54 Mio.       |
| 67         | 18        | Baldur                   | Baldur                   | 16. Jan. 2019           | 17. Jan. 2019                             | Helen Shaver      | Michael Hirst | 1,66 Mio.       |
| 68         | 19        | Die Höhle                | What Happens in the Cave | 23. Jan. 2019           | 24. Jan. 2019                             | David Wellington  | Michael Hirst | 1,68 Mio.       |
| 69         | 20        | Ragnarok                 | Ragnarok                 | 30. Jan. 2019           | 31. Jan. 2019                             | David Wellington  | Michael Hirst | 1,92 Mio.       |

## Staffel 6
Die Erstausstrahlung der ersten Hälfte (Folgen 1–10) der sechsten Staffel war vom 4. Dezember 2019 bis zum 5. Februar 2020 auf dem kanadischen Kabelsender History Television zu sehen. Die deutschsprachige Erstveröffentlichung der ersten Hälfte fand vom 5. Dezember 2019 bis zum 6. Februar 2020 beim Video-on-Demand-Anbieter Prime Video per Streaming statt. Die gesamte zweite Hälfte (Folgen 11–20) wurde am 30. Dezember 2020 auf Prime Video online gestellt.
| Nr. (ges.) | Nr. (St.) | Deutscher Titel                    | Originaltitel                 | Erstausstrahlung Kanada | Deutschsprachige Erstveröffentlichung (D) | Regie             | Drehbuch      | Zuschauer (USA) |
| ---------- | --------- | ---------------------------------- | ----------------------------- | ----------------------- | ----------------------------------------- | ----------------- | ------------- | --------------- |
| 70         | 1         | Im Reich der Rus                   | New Beginnings                | 4. Dez. 2019            | 5. Dez. 2019                              | Steve Saint Leger | Michael Hirst | 1,62 Mio.       |
| 71         | 2         | Der Prophet                        | The Prophet                   | 4. Dez. 2019            | 5. Dez. 2019                              | Steve Saint Leger | Michael Hirst | 1,40 Mio.       |
| 72         | 3         | Meer in Flammen                    | Ghosts, Gods and Running Dogs | 11. Dez. 2019           | 12. Dez. 2019                             | Steve Saint Leger | Michael Hirst | 0,99 Mio.       |
| 73         | 4         | Das brennende Dorf                 | All the Prisoners             | 18. Dez. 2019           | 19. Dez. 2019                             | David Frazee      | Michael Hirst | 0,96 Mio.       |
| 74         | 5         | Wahltag                            | The Key                       | 1. Jan. 2020            | 2. Jan. 2020                              | David Frazee      | Michael Hirst | 0,89 Mio.       |
| 75         | 6         | Lagerthas Lied                     | Death and the Serpent         | 8. Jan. 2020            | 9. Jan. 2020                              | David Frazee      | Michael Hirst | 0,83 Mio.       |
| 76         | 7         | Die Mutter von Norwegen            | The Ice Maiden                | 15. Jan. 2020           | 16. Jan. 2020                             | Steve Saint Leger | Michael Hirst | 1,11 Mio.       |
| 77         | 8         | Die Hälfte des Himmels             | Valhalla Can Wait             | 22. Jan. 2020           | 23. Jan. 2020                             | Katheryn Winnick  | Michael Hirst | 1,02 Mio.       |
| 78         | 9         | Am Rande der Welt                  | Resurrection                  | 29. Jan. 2020           | 30. Jan. 2020                             | Daniel Grou       | Michael Hirst | 0,93 Mio.       |
| 79         | 10        | Blutiger Strand                    | The Best Laid Plans           | 5. Feb. 2020            | 6. Feb. 2020                              | Daniel Grou       | Michael Hirst | 1,04 Mio.       |
| 80         | 11        | Der Mann, der nicht sterben konnte | King of Kings                 | 30. Dez. 2020           | 30. Dez. 2020                             | Daniel Grou       | Michael Hirst | 0,50 Mio.       |
| 81         | 12        | Der verwaiste Thron                | All Change                    | 30. Dez. 2020           | 30. Dez. 2020                             | David Frazee      | Michael Hirst | 0,55 Mio.       |
| 82         | 13        | Karfreitag in Kiew                 | The Signal                    | 30. Dez. 2020           | 30. Dez. 2020                             | David Frazee      | Michael Hirst | 0,55 Mio.       |
| 83         | 14        | Das leere Land                     | Lost Souls                    | 30. Dez. 2020           | 30. Dez. 2020                             | Helen Shaver      | Michael Hirst | 0,51 Mio.       |
| 84         | 15        | Der rettende Regen                 | All at Sea                    | 30. Dez. 2020           | 30. Dez. 2020                             | Helen Shaver      | Michael Hirst | 0,49 Mio.       |
| 85         | 16        | Ivars Schatten                     | The Final Straw               | 30. Dez. 2020           | 30. Dez. 2020                             | Paddy Breathnach  | Michael Hirst | 0,54 Mio.       |
| 86         | 17        | Der Königsmacher                   | The Raft of Medusa            | 30. Dez. 2020           | 30. Dez. 2020                             | Paddy Breathnach  | Michael Hirst | 0,47 Mio.       |
| 87         | 18        | Die Hexe                           | It's Only Magic               | 30. Dez. 2020           | 30. Dez. 2020                             | Steve Saint Leger | Michael Hirst | 0,52 Mio.       |
| 88         | 19        | Der Mann im Wald                   | The Lord Giveth…              | 30. Dez. 2020           | 30. Dez. 2020                             | Steve Saint Leger | Michael Hirst | 0,55 Mio.       |
| 89         | 20        | Die Neue Welt                      | The Last Act                  | 30. Dez. 2020           | 30. Dez. 2020                             | Steve Saint Leger | Michael Hirst | 0,62 Mio.       |